# 紅村石油會戰舊址
紅村石油會戰舊址位於四川省內江市威遠縣，文物遺址年代判定為1965年。2012年7月16日公佈為第八批四川省文物保護單位。
紅村石油會戰指揮部舊址位於四川省內江市威遠縣新場鎮紅村。該舊址為四川紅村石油大會戰指揮部，整個舊址寬約1.5平方公里。現存建築約4000平方米。建築物由當年參與石油會戰的人員就地取材，用石塊和燒制的石灰、泥土砌築而成，保存完好。現有會戰人員宿舍、電報電話室、指揮部辦公室、招待所等建築保存完整，大會場遺址建築基礎和建築格局尚存。1964年四川石油管理局地質隊經多方細測和詳查，發現威遠有氣回結構，引起國家石油部的高度重視，並于當年打出高產氣井，隨後揭開了四川氣田奧秘，1965年1月在四川“石油大會戰”指揮機關從成都遷到威遠新場紅村，拉開了紅村石油會戰序幕，約5000餘來自全國各地的職工奮戰在紅村，該會戰發現當時我國最大整裝氣回一威遠氣田，共打出氣井144口，投產71口。完成鋪設了從威遠到成都天然氣管道，為四川石油工業發展奠定了堅實的物質基礎。其開發的天然氣井至今多數仍在生產。紅村石油會戰是繼大慶油田之後油氣工業的又一里程碑，鄧小平，李富春，薄一波，彭真，彭德懷，賀龍等都曾視察紅村，鄧小平親自題記“紅村”。紅村石油會戰加深了對四川地質規律的認識，完善了我國氣回儲藏理論，它打破了國外認為中國“貧油無氣”的斷言，為西南工農業生產和生活提供了巨量天然氣原料；紅村大會戰真實地揭開了四川油氣田的地質面貌；打成了我國第一口橫穿油層的拐彎多底井和第一口水平多底井，同時，還繼續試驗了邊噴邊鑽、不壓井起下鑽和不壓井固井新工藝，使鑽探工藝的研究取得豐富成果。紅村石油會戰指揮部舊址承載了創業者們艱苦創業、勇於拼搏的精神，是工業遺產的典型代表。